# Sulyom (Szerbia)
Sulyom (Szerbül: Šuljam, Шуљам) település Szerbiában, a Vajdaságban, a Szerémségi körzetben, Szávaszentdemeter községben.

## Demográfiai változások
| 1948 | 1953 | 1961 | 1971 | 1981 | 1991 | 2002 |
| ---- | ---- | ---- | ---- | ---- | ---- | ---- |
| 802  | 810  | 952  | 863  | 777  | 741  | 744  |